# ژان لوک ژیرار
ژان لوک ژیرار (انگلیسی: Jean-Luc Girard؛ زادهٔ ۲۲ نوامبر ۱۹۶۵) بازیکن فوتبال اهل فرانسه است.
از باشگاه‌هایی که در آن بازی کرده‌است می‌توان به باشگاه فوتبال پاری سن ژرمن و باشگاه فوتبال ستاره سرخ اشاره کرد.